# Порос (приток на Бистрица)
Порос (на гръцки: Πόρος) е река в Егейска Македония, Гърция, ляв приток на река Бистрица (Алакмонас).

## Описание
Реката се образува от два потока - Язовино (Γιαζιοβινό), извиращ в подножието на Яза, над Куманичево и течащ на юг и Мурикисио (Μουρικίσιο), извиращ западно под връх Мурик и течащ на югозапад. Двата потока се събират над село Лошница (Гермас) и тече на юг. Приема големия си ляв приток Керасово. Реката е граница между планината Саракина на запад и Мурик (Мурики) на изток.
Влива се в Бистрица като ляв приток в местността Сандово.